# From Hollywood
From Hollywood ist ein Jazzalbum der Studio-Formation Jazz Studio 2 um John Graas. Die am 3. und 4. Juni 1954 in Los Angeles entstandenen Aufnahmen erschienen 1954 in den Vereinigten Staaten als LP, in Japan hingegen auf drei Singles auf Decca Records. 2004 wurden sie in Japan als Compact Disc wiederveröffentlicht.

## Hintergrund
Als das Major-Label Decca 1954 mit der Herausgabe von 30-cm-Pop-Langspielplatten begann, verfügte das Unternehmen plötzlich über eine neue Marktmöglichkeit, die es mit neuen Veröffentlichungen zu füllen galt, notierte Marc Myers. Um den Plan mit LP-Neuerscheinungen zu füllen, wandten sich Decca-Produzenten an der Ost- und Westküste der USA an Jazz-Studiomusiker, um Aufnahmemöglichkeiten zu realisieren. Diese Musiker waren nicht nur in der Lage, Stücke schnell zu arrangieren, sie waren auch hervorragende Notenleser, die ihre Arbeit im Studio schnell und mit wenigen Wiederholungen, wenn überhaupt, erledigen konnten. 1954 beauftragte der Decca-Produzent Tom Mack in Hollywood den Hornisten und Session-Arrangeur John Graas (der bei Shorty Rogers und Pete Rugolo arbeitete) eine Gruppe von Musikern zusammenzustellen; hierzu gehörten Don Fagerquist (Trompete), Milt Bernhart (Posaune), John Graas (French Horn), Jimmy Giuffre (Klarinette, Tenor- und Baritonsaxophon), Herb Geller (Altsaxophon), Marty Paich (Piano), Howard Roberts (Gitarre), Curtis Counce (Bass) und Larry Bunker (Schlagzeug).

## Titelliste
- Jazz Studio 2 From Hollywood (Decca DL 8079)[2]

1. Laura (David Raksin, Johnny Mercer) 7:31
2. Here Come the Lions (John Graas) 6:47
3. Paicheck (Marty Paich) 6:18
4. Graas Point (John Graas) 7:53
5. Darn That Dream (Eddie DeLange, Jimmy Van Heusen) 6:36
6. Do It Again (George Gershwin) 5:24

## Rezeption
Die Neuauflage 2004 von From Hollywood bewertete Allmusic mit der Höchstnote fünf Sterne.
Kenner des West Coast Jazz wüssten, um was für eine unglaubliche Gruppe es sich auf From Hollywood handelte, stellte Marc Mayers (Jazzwax) fest: Don Fagerquist habe einen großartigen Improvisationsstil, der zum Sinnbild des Hollywood-Sounds wurde, und Milt Bernhart sei ein erstklassiger Posaunist und John Graas ein hervorragender Hornist und solider Arrangeur. Herb Geller, ein wunderbarer Altsaxophonist mit einem sehnsuchtsvollen Klang, gebe hier zusammen mit dem sanft Rohrblattinstrumente spielenden Jimmy Giuffre sein Bestes. Auch Marty Paich sei ein großartiger Pianist, Howard Roberts, Curtis Counce und Larry Bunker seien eine ausgezeichnete Studio-Rhythmusgruppe im Westen der USA gewesen. Gemeinsam hätten sie ein wunderschönes, entspannten Jazzalbum geschaffen, Westküsten-Jazz vom Feinsten.